# パスカシウス・ラドベルトゥス
パスカシウス・ラドベルトゥス（羅: Paschasius Radbertus、785年 - 865年）は、フランス（フランク王国）の修道士でコルビー修道院長（在位：843年 - 851年）。

## 生涯
彼の家族については何も知られていない、というのは彼は非常に幼いころに孤児となり、ソワソンの聖マリア女子修道院の入り口に捨てられていたからである。彼はそこで修道女たちに育てられ、彼女たちを、特に修道院長のテオドラーダを非常に好きになった。テオドラーダはコルビーのアダルハルドゥスおよびコルビーのワラの姉妹であり、この二人の修道僧（彼らはパスカシウスより前にコルビー修道院長だった人物でもある）をパスカシウスは深く尊敬した。812年頃、まだかなり若いうちに、パスカシウスは女子修道院を後にし、コルビー修道院で院長アダルハルドゥスの下、修道僧となった。彼はそこで、アダルハルドゥスの兄弟で彼の後に修道院長となるワラとも出会った。この兄弟の指導の下で、パスカシウスは修道生活に専心し、学ぶことと教えることに日々を費やした。826年にアダルハルドゥスが世を去ると、パスカシウスはワラがコルビー修道院長の地位を確保するのに尽力した。しかし836年にワラがなくなると、教会論に関してパスカシウスと大きく意見を異にするコルビーのラトラムヌスが次の院長となった。ラトラムヌスはパスカシウスのユーカリストに関する論考『主の肉と血について』（羅:De Corpore et Sanguine Domini）を論駁する同名の論考を著した。844年までに、パスカシウス自身が修道院長となった。その後10年経つと、彼は修道院長の座を辞し、自身の研究に戻った。彼は修道院長をやめてすぐにコルビーを後にし、近隣のサン＝リキエ修道院に移ってそこで数年間自発的な亡命生活を送った。彼が職を辞し亡命生活を送った正確な理由は不明だが、彼の行動は修道院内のコミュニティにおける党派的な論争によるところが大きいとみられている。彼と若い修道僧達との間での相互無理解が彼の行動を決定した可能性が濃厚とされる。彼は死ぬ前の、859年から865年の間にはコルビーに帰還した。
パスカシウスの遺体は初めコルビーの聖ヨハネ教会に葬られた。しかし多くの奇跡が報告されると、教皇の命によりコルビーの聖ペトロ教会に埋葬しなおされることになった。

## 著作

### 主の肉と血について
パスカシウスの最もよく知られていて影響力の高い作品である『主の肉と血について』（羅:De Corpore et Sanguine Domini、831年-833年頃に書かれた）は聖餐の本性について述べたものである。この論考はもともとコルビーで彼の指導下にある修道僧の指導マニュアルとして書かれたもので、聖餐の秘跡に関するまとまった量の論考としては西方では初めてのものである。パスカシウスはこの論考の中で、聖餐においてイエス・キリストの歴史的な真の肉体が現前するというアンブロシウスの主張に同意している。パスカシウスによれば、神は真理それ自体であり、それゆえに神の言と働きもまた真であるという。最後の晩餐においてキリストが述べた「パンとワインは自分の身体である」という宣言も、神は真理であると考えるがゆえに、文字通りに受けとられる。聖餐において用いられるパンとワインの聖変化も文字通り起こっているのだと彼は信じる。聖餐がキリストの真の血と肉でありさえすれば、キリスト教徒はそれが救済的なものだと知ることができる。キリストの血と肉の現前によって、教徒の肉体とキリストの肉体、キリストの肉体と教徒の肉体の結合を通じた、直接的・個人的・肉体的な結合におけるイエスとの真の結合が受け取られるとパスカシウスは信じた。パスカシウスにとって、聖餐がキリストの肉と血に変化することは神が真理であるという原理によって可能となることである。神が自然を操作できるのは神が自然を作ったからだというのである。本書は844年に西フランク王国のシャルル禿頭王に特別な序文を添えて献呈された。この著書でパスカシウスが明らかにした考えは幾分かの敵意をもって迎えられた。パスカシウスの説に同意できない部分のあったシャルル禿頭王の命により、コルビー修道院長としてパスカシウスの先任者であったラトラムヌスが同名の反駁書を書いた。聖餐は厳密に比喩的なものであるとラトラムヌスは信じていた。彼は信仰と新しく起こる学問との関係に重点を置いたが、ラトラムヌスは奇跡的なことを信じた。その後間もなく、三人目の修道士ラバヌス・マウルスがこの論争に参加し、本格的にカロリング期聖餐論争が始まった。しかし最終的には、王はパスカシウスの主張を認め、聖餐におけるキリストの実体的な現前がローマ・カトリック信仰の支配的な信念となった。

### アダルハルドゥスとワラの生涯
826年に書かれた『アダルハルドゥスの生涯』（羅:Vita Adalhardi）と836年に書かれた『ワラの生涯』（羅:Vita Walae）はいずれもパスカシウスにとってのロール・モデルたる人物の霊的な伝記である。この二作品は二人を記憶するために神に捧げられたもので、これらに記された生活の有り様は人々が従うべきものとして描かれている。
『アダルハルドゥスの生涯』はより簡潔である。本書は相当な程度型どおりの聖人伝となっているが、パスカシウスが用いた文体は当時書かれたものとしては独特なものであった。友の死を嘆きながら書いたこの作品で、パスカシウスはアダルハルドゥスとヘラクレアのゼウクシスを比較している。キケロによれば、芸術家は自身の作品を完璧にするためにモデルを研究するという。ゼウクシスはトロイのヘレナなる女性の体に絵を描くことに挑戦した。ゼウクシスが自身の作品を完璧にするために形を研究したのと全く同様に、アダルハルドゥスも自身の中の神の形象を再構築しようとしたのだとパスカシウスは述べている。このように古典古代の文化と当時の文化を比較したために、パスカシウスはカロリング期の人文主義的著作家とみなされている。パスカシウスはアダルハルドゥスをキリストの生き写しとして描き、苦難への転落と無限の愛という要素を強調した。彼はアダルハルドゥスの教会における役割を母のそれに準えたが、母の役割とはパスカシウスの没後300年ほどのシトー会の霊性に帰せられるものである。アダルハルドゥスの死による悲痛は本書において非常に強く表れている―祖ヒエロニムスが述べたように苦しみこそが喜びへの道を作り出すのだということをパスカシウスは知っていたが、友を失ったことによるパスカシウスの悲しみは彼の文学的なモデルのそれを上回っていた。こういった著述形式は12世紀以前には類を見ないものであった。パスカシウスが過剰な悲嘆を正当化したことは慰撫文学に対する彼の最も傑出した業績である。  
『ワラの生涯』はより長く（『アダルハルドゥスの生涯』の約二倍の長さである）、対話篇として構成されている。コルビーの修道士と思われる8人の人物が登場する。これらの人物には仮名が与えられているが、それぞれの個性を覆い隠す意図はないものとされる。むしろこれらの仮名はパスカシウスによるワラの解釈を支持するのに役立っている、というのはそれらの名前が古典的文献から採られているからである。様々な文献（聖セバスティアヌス言行録、ヨブ記、プビリウス・テレンティウス・アフェルの喜劇）から採られた語句が織り合わさって本書を成している。ワラに関する情報が展開されていないものの、こういった説明はパスカシウスの個人的な信念や文学的技巧を反映している。『アダルハルドゥスの生涯』は葬送の際の挽歌のようなものとして書かれたのに対し、『ワラの生涯』はワラの（比較的）精確な伝記として書かれた。興味深いことに、パスカシウスはこの伝記を書く際に資料（ワラが書いた参考書や当時の論文）を用いており、ワラの生涯を描き出すうえで彼自身の思想が露わになっている。

### 他の作品
パスカシウスは広範な分野にわたって著作を残しており、その中には様々な聖書註解がある。彼は『マタイによる福音書』、『哀歌』、『詩篇』第45篇に対する注釈書を著しており、彼はこれらをソワソンの聖マリア修道院の修道女たちに献呈している。彼の友人にしてTheodraraの娘であるソワソンの聖マリア修道院長エマのために書かれた『聖処女の誕生について』（羅:De Partu Virginis）には修道女の送るべき生活様式が書かれている。彼は『聖母マリアの降誕について』（羅:De Nativitae Sanctae Mariae）という論文も書いたが、ここでは聖母マリアの本性とイエス・キリストの降誕について扱った。パスカシウスは非常に多くの論考を書いたようであるが、現在ではいずれも散逸している。

## 神学的業績

### 人間の肉体の理解
カロリング期の他の著述家に反して、パスカシウスは神の像を人間全体に、つまり魂だけでなく肉体にも位置づける。この説は2世紀の教父エイレナイオスと一致している。イエスは神が受肉した存在であるとエイレナイオスは信じていた。つまり子なる神は父なる神の像だというのである。同様に、人間は魂においてだけでなく肉体においても神の像を体現していると考えられる。この説はより受け入れられていたアレクサンドリアのオリゲネスの「肉体はこの神の像という関係に与っていない」という説に対立するものであった。当時の他の神学者と違い、聖化の過程を魂と肉体の形而上学的な分離とは区別した。代わりに、人間の状態（物質的な形で存在する）は聖化を達成するうえで積極的な役割を果たすと彼は信じていた。しかし、魂が肉体よりも大きな役割を果たすと考えるような二元論に関しては、彼は全く信じていなかった。人生は死を練習する機会であるとパスカシウスは信じていたが、肉体は魂の牢獄であるという概念は実際のところ彼の著作に存在せず、これは彼の同輩からの圧力によるものだと考えられる。たとえ肉体が人間の聖化の過程で何らかの役割を果たすと彼が考えていても、肉体が神に反抗することや肉体はいずれ朽ち果てることも彼は認めていた。

### キリストの肉の理解
真理（羅:veritas）と形相（羅:figura）とが区別されることをパスカシウスは信じていた。天から地へのキリストの降臨は、真理から形相への、完全の領域から不完全の領域への変化とされる。このことは肉体におけるイエスが誤っており、不完全であることを示唆するが、パスカシウスは全ての形相が誤っているわけではないと主張した。キリストは同時に真理と形相である、というのはキリストの永遠の、肉体的な自己は真理の形相、つまり魂の内に存在する真理の表現だからだというのである。イエスである人格は人間性の残余と全く同様に人間の要求に属する。彼は食事をし、睡眠をとり、人々と交わる。しかしそれだけではなく、彼は奇跡を行う。イエスが示したこうした振る舞いは「受肉したロゴス」という概念の二面性を表している。神あるいは非肉体的な真理あるいはロゴスだけが奇跡を行うようになるまでは、奇跡は肉体的な人間によって時折行われた。イエスの人性と神性の関係は説明が難しいが、かたち（書かれた文字）の話された言葉に対する関係に準えられる。それに従えば、肉体におけるイエスは「真理」という文字のような視覚的な表現であるが、彼の神性は同じ書かれた文字の表す音ということになる。

## 書誌